# Цихув
Цихув (пол. Cichów) — село в Польщі, у гміні Брудзев Турецького повіту Великопольського воєводства.
Населення — 337 осіб (2011).
У 1975-1998 роках село належало до Конінського воєводства.

## Демографія
Демографічна структура станом на 31 березня 2011 року:
|          | Загалом | Допрацездатний вік | Працездатний вік | Постпрацездатний вік |
| -------- | ------- | ------------------ | ---------------- | -------------------- |
| Чоловіки | 166     | 49                 | 104              | 13                   |
| Жінки    | 171     | 42                 | 94               | 35                   |
| Разом    | 337     | 91                 | 198              | 48                   |